# Electric Fire
Electric Fire é o quarto álbum de estúdio do cantor, compositor e baterista Roger Taylor, mais conhecido como integrante da banda de rock britânica Queen, lançado em 1998. O disco foi produzido pelo próprio instrumentista, juntamente com Joshua J Macrae. Neste projeto, o cantor gravou a música "Working Class Hero", de John Lennon

## Faixas
Todas as músicas por Roger Taylor, exceto onde anotado.
1. "Pressure On" – 4:56
2. "A Nation of Haircuts" – 3:32
3. "Believe in Yourself" – 5:00
4. "Surrender" – 3:36
5. "People on Streets" – 4:11
6. "The Whisperers" (Taylor, Nicholas Evans) – 6:05
7. "Is It Me?" – 3:23
8. "No More Fun" – 4:13
9. "Tonight" – 3:44
10. "Where Are You Now?" – 4:48
11. "Working Class Hero" (John Lennon) – 4:41
12. "London Town – C'mon Down" – 7:13

## Ficha técnica
- Roger Taylor – vocais, bateria, percussão, teclados, baixo, guitarras
- Keith Prior – bateria
- Steve Barnacle – baixo
- Mike Crossley – teclado
- Jason Falloon – guitarra, baixo
- Keith Airey – guitarra
- Matthew Exelby – guitarra
- Jonathan Perkins – teclados, vocais
- Treana Morris – vocais

## Posição nas Paradas de Sucesso (Reino Unido)
''Pressure On" (RU #45)

"Surrender" (RU #38)